# Zolu-Duma-Brücke
Die Zolu-Duma-Brücke ist ein 240 Meter langes Straßenbauwerk zum Überqueren des Saint Paul River am nördlichen Stadtrand der liberianischen Hauptstadt Monrovia. Vorgänger der Brücke war ursprünglich ein gleichlanges eingleisiges Eisenbahnüberführungsbauwerk und Teil der Mano-River-Railway.

## Geschichte
Das ursprüngliche Bauwerk, die Tubmanbrücke, wurde, von in Liberia stationierten US-Pioniereinheiten, von 1945 bis 1946, im Zusammenhang mit dem Aufbau des Freeport Monrovia errichtet. Seit den 1950er Jahren wurden nordwestlich der Hauptstadt Forstgebiete für den Einschlag von Tropenhölzern erschlossen. Später in den 1960er Jahren wurden Bergbaugebiete mit der Mano River Railway  an den Freeport angeschlossen. Die Gesamtkosten des Projekts, inklusive aller Brückenbauwerke, wurden mit 10 Millionen US-Dollar ausgewiesen.
In den 1970er Jahren wurde oberstromseitig, neben der Eisenbahnbrücke, noch eine separate zweispurige Brücke für den Fahrzeugverkehr errichtet, die zur Unterscheidung als St.Paul Bridge bezeichnet wird. Infolge des Bürgerkrieges unterblieb über einen Zeitraum von 20 Jahren jede Wartung und Instandhaltung an der Brücke. Aufgrund dessen musste sie für den täglichen Verkehr gesperrt werden.
Die Brücke war inzwischen in eine zweispurige Straßenbrücke umgebaut worden, als sie im November 2006 zusammenbrach.
Die liberianische Regierung erhielt für die Erneuerung der Eisenbahnbrücke einen Kredit von 14,5 Millionen USD. Mit dem Neubau der Brücke wurde die chinesische Chongqing International Construction Company (CICO) beauftragt. Der Fertigstellungstermin war für das Jahr 2010 geplant, bereits im Mai 2010 wurde aber über eine Verlängerung der Bauzeit bis November 2011 berichtet, die aber bis zum 26. Dezember 2011 anhielt.
Am 30. Dezember 2011 konnte die Brücke schließlich im Beisein der Präsidentin Ellen Johnson Sirleaf neu eröffnet und Zolu Duma gewidmet werden. Er war ein Häuptling des Dei-Stammes und maßgeblich daran beteiligt, dass die Siedler ursprünglich das Land zum Bau der Brücke erhielten.
Die neue Brücke beläuft sich auf eine Länge von 240 m und eine Breite von 13 m, diese verteilt sich auf zwei Fahrbahnen mit jeweils 3,6 Metern sowie zwei 2,5 Meter breite Fußgängerspuren. Getrennt werden sie durch 40 cm dicke Betonabgrenzungen. Die äußeren Brückenbögen haben eine Spannweite von knapp 70 m, der mittlere eine von ca. 100 m.